# Valonský Brabant
Valonský Brabant (francouzsky Brabant Wallon, nizozemsky Waals-Brabant) je jedna z pěti provincií Valonského regionu v Belgii. Sousedí po směru hodinových ručiček od severu s belgickými provinciemi Vlámský Brabant, Lutych, Namur a Henegavsko.
S rozlohou 1090 km² je Valonský Brabant nejmenší belgická provincie. Počet obyvatel činí přibližně 401 tisíc a hustota zalidnění činí 336 obyvatel na km².
Valonský Brabant vznikl 1. ledna 1995 rozdělením dosavadní provincie Brabant na tři části, a sice dvě nové provincie (Valonský a Vlámský Brabant) a region Brusel-hlavní město, který již nepatří do žádné provincie.

## Administrativní uspořádání
Valonský Brabant se dělí na 27 obcí a tvoří jej jediný okres (francouzsky arrondissement), jehož správní centrum je město Nivelles. Hlavní město celé provincie je Wavre.

### Seznam obcí
| 1. Beauvechain 2. Braine-l'Alleud 3. Braine-le-Château 4. Chastre 5. Chaumont-Gistoux 6. Court-Saint-Étienne 7. Genappe 8. Grez-Doiceau 9. Hélécine 10. Incourt 11. Ittre 12. Jodoigne 13. La Hulpe 14. Lasne | 15. Mont-Saint-Guibert 16. Nivelles 17. Orp-Jauche 18. Ottignies-Louvain-la-Neuve 19. Perwez 20. Ramillies 21. Rebecq 22. Rixensart 23. Tubize 24. Villers-la-Ville 25. Walhain 26. Waterloo 27. Wavre |